# Aristolochia barbourii
Aristolochia barbourii är en piprankeväxtart som beskrevs av K. Barringer. Aristolochia barbourii ingår i släktet piprankor, och familjen piprankeväxter. Inga underarter finns listade i Catalogue of Life.